# Mezzate
Mezzate (lombardisch Mezzaa) ist eine Fraktion der italienischen Gemeinde Peschiera Borromeo der Metropolitanstadt Mailand, Region Lombardei.

## Geschichte
Das Dorf Mezzate war ab dem Mittelalter Sitz eines Pfarrbezirk (Pieve) der Mailänder Erzdiözese, die später auch als zivile Verwaltungsgliederung des Herzogtums Mailand fungierte.
Zum (zivilen) Pfarrbezirk Mezzate gehörten 1757 die Gemeinden Linate superiore ed inferiore, Mezzate und Peschiera. Im selben Jahr wurde die aufgelöste Gemeinde Canzo nach Mezzate angeschlossen.
1809 wurde Mezzate per Napoleonischen Dekret nach Peschiera eingemeindet. Mit der Wiederherstellung der österreichischen Herrschaft wurde die Gemeinde 1816 wieder selbstständig.
Im Jahre 1841 wurde die aufgelöste Gemeinde Linate nach Mezzate eingemeindet.
An der Gründung des Königreichs Italien (1861) zählte die Gemeinde Mezzate mit dem Ortsteil Linate 719 Einwohner.
1916 wurde der Gemeindesitz von Mezzate nach Linate verlegt und die Gemeindebebezeichnung dementsprechend verändert (Linate al Lambro). 1933 verlor die Gemeinde endgültig seine Selbstständigkeit und wurde nach Peschiera Borromeo eingemeindet.